# Поршневе кільце

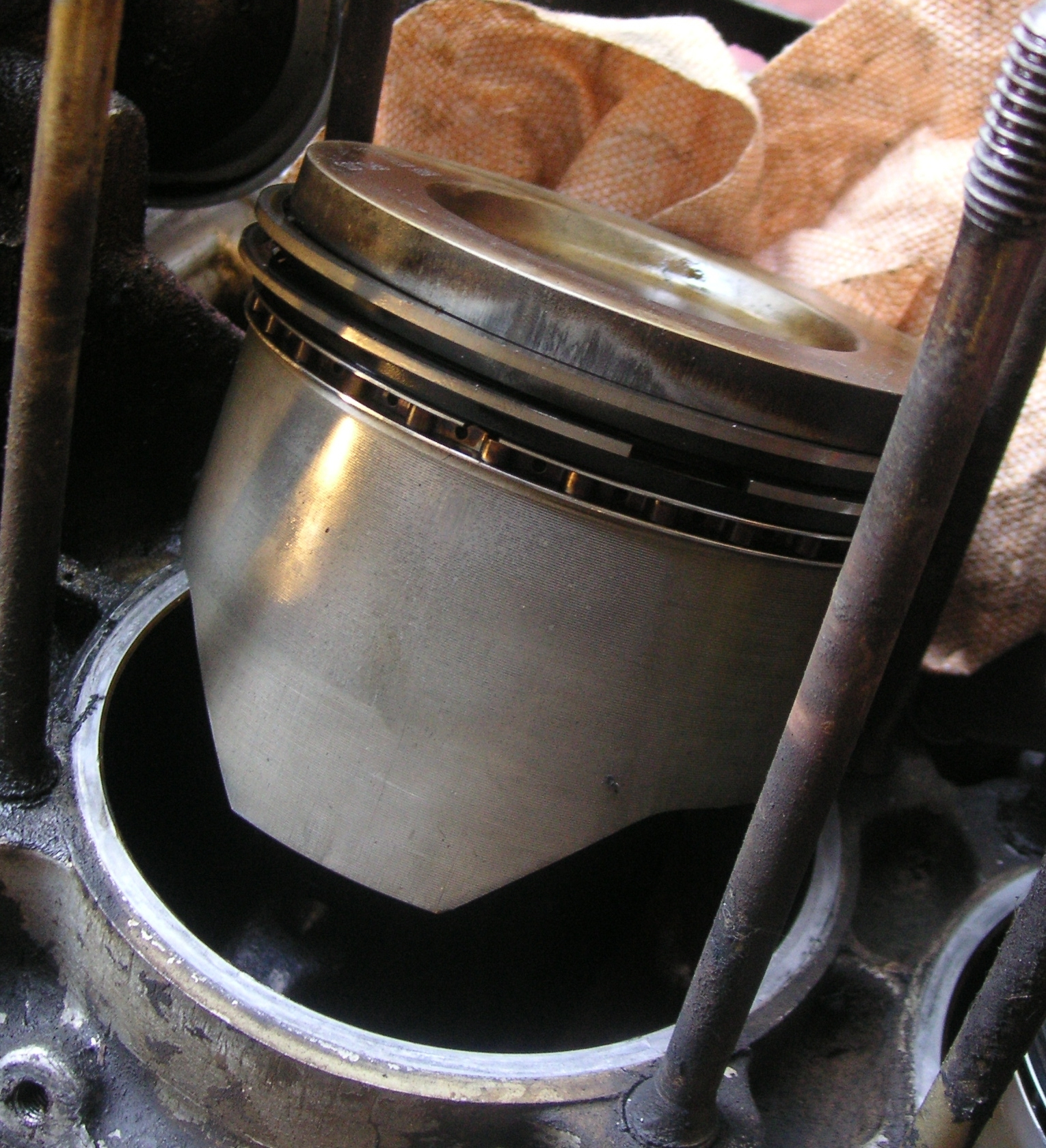
Поршневі кільця: два верхніх — компресійні, нижнє — маслознімне

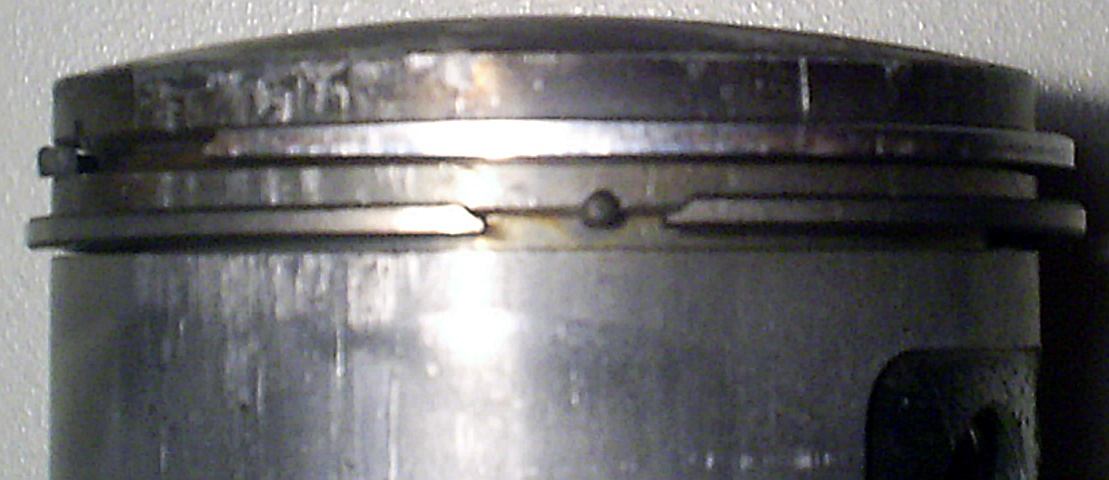
Два компресійних поршневих кільця на поршні двотактного бензинового двигуна моторолера. У канавці встановлений стопорний штифт

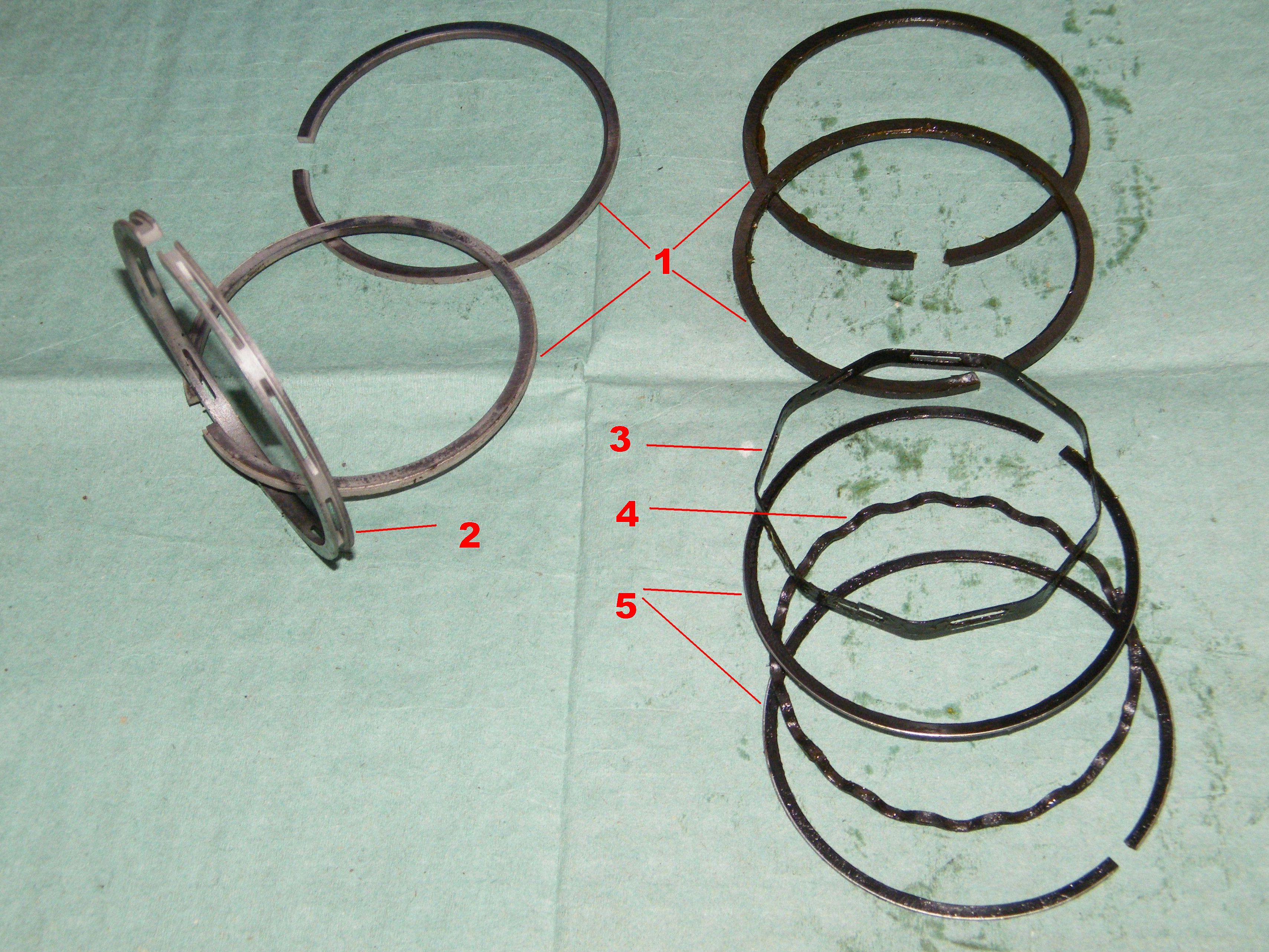
Поршневі кільця двигуна ГАЗ-52, двох типів:
1 — компресійні кільця
2 — чавунне маслознімне
Справа збірне маслознімне кільце:
3 — радіальний розширювач
4 — осьовий розширювач
5 — тонкі сталеві маслознімні кільця, верхнє і нижнє

Поршневе́ кільце́ або толокове кільце (англ. piston ring) — металевий круглий пружний елемент з відносно високим рівнем деформації. Монтується у відповідній і кільцевій канавці на зовнішній боковій поверхні поршня (толока). Поршневе кільце, рухаючись зворотно-поступально та (чи) обертово, забезпечує ущільнення під час перепаду тиску газу або рідини по поверхнях: робоча поверхня кільця — поверхня циліндра, торцева поверхня кільця — поверхня канавки.
Поршневі кільця використовуються у поршневих двигунах, таких як двигун внутрішнього згоряння або парова машина та у поршневих компресорах.
Поршневі кільця утворюють щільне з'єднання поршня зі стінками циліндра. Вони виготовляються з модифікованого чавуну. Поршневі кільця одночасно є основним джерелом тертя у двигуні внутрішнього згоряння. Втрати на тертя в кільцях досягають до 25% від усіх механічних втрат в двигуні.

## Функції поршневих кілець
На поршневі кільця покладають три головні функції:
1. Защільнення (герметизацію) камери згоряння (або камери розширення). Компресійні кільця забезпечують компресію, із зношеними, поламаними чи залеглими кільцями двигун втрачає потужність.
2. Покращення теплопередачі через стінку циліндра, відводять надлишкове тепло від поршня, не допускаючи перегрівання.
3. Зменшення витрати моторної оливи на усіх чотиритактних двигунах і у дизельних двотактних двигунах.[2]

## Конструктивні особливості поршневих кілець

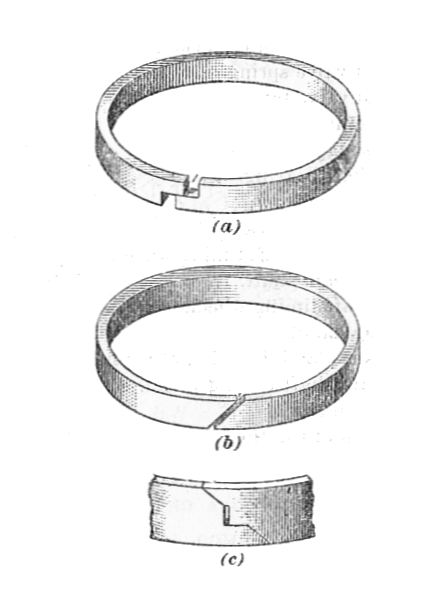
Конструкції замків поршневих кілець (1911)

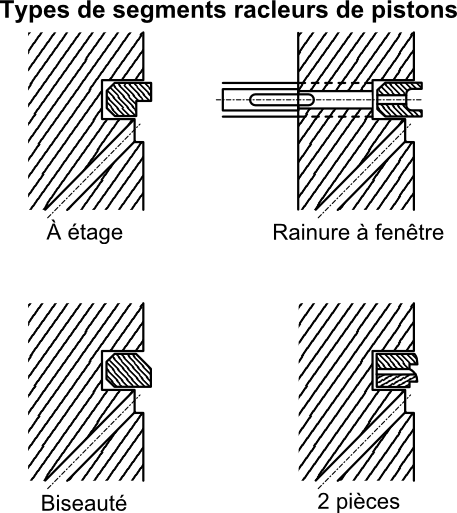
Види поперечних перерізів поршневих кілець

Число і розташування кілець залежить від типу і призначення двигуна. Найпоширеніша схема — два компресійних і одне маслознімне (оливознімне) кільце.

### Замок
Замок — стик кінців кільця, зазор у якому при монтажі кільця у циліндр зменшується до декількох сотих частин міліметра. Замок буває прямим, скошеним, ступінчастим або складнішої конструкції.
Кільця у канавках розвертають таким чином, щоб кут між замками був однаковим, якщо кільця три — тоді розвертають на 120°, якщо два — то на 180°. Таким чином отримується лабіринт, що мінімізує проривання газів.

### Компресійні кільця
Компресійне кільце — поршневе кільце, основною функцією якого є герметизація (запобігання перетіканню газів вздовж поршня) та забезпечення необхідної компресії. За формою поперечного перерізу компресійні кільця бувають:
- компресійне кільце прямокутного перерізу — компресійне кільце, яке має у поперечному перерізі прямокутну форму. Проста геометрична форма кільця забезпечує добре ущільнення у звичайних робочих умовах, характерна для верхнього кільця;
- компресійне кільце із зовнішньою виточкою — компресійне кільце, яке має у нижній частині зовнішньої поверхні виточку для поліпшення процесу хромування та підвищення оливознімних властивостей кільця (нижнє компресійне кільце);
- компресійне трапецоїдне однобічне кільце — компресійне кільце, яке з одного боку має форму конуса, зверненого до камери згоряння, і має нахил у бік осі поршня;
- компресійне трапецоїдне двобічне кільце — компресійне кільце з двома конусними боками, застосовується у тих випадках, коли є імовірність залягання кільця, застосовується за підвищених температур у форсованих двигунах.

Більше трьох компресійних кілець на поршень зазвичай не встановлюють, так як ступінь защільнення поршня не значно зростає при цьому, а втрати на тертя зростають помітно.
На двотактних бензинових двигунах встановлюють, зазвичай лише два компресійних кільця. Кільце у замку відповідає за формою та розташуванням стопорного штифта, який запобігає провертанню і підвищує компресію (встановлюється лише на двотактних бензинових двигунах).
Перше компресійне кільце працює в найважчих умовах. Тому на поршнях дизельних і ряду форсованих бензинових двигунів в канавці кільця встановлюється сталева вставка, що підвищує міцність і дозволяє реалізувати максимальний ступінь стиснення.

### Маслознімні (оливознімні) кільця
Маслознімне (оливознімне) кільце — поршневе кільце, що призначене для розподілу та зняття зайвої оливи з поверхні циліндра, має один і більше шкребків, знижену висоту робочої поверхні, а також дренажні прорізи для повернення масла від шкребків у закільцевий простір і далі. Кільце сконструйоване таким чином, щоб воно залишало масляну плівку товщиною декілька мікронів на поверхні стінок циліндра, по мірі опускання поршня. Олива, яка знімається зі стінок через радіальні отвори у канавках циліндра скидається у картер двигуна. Маслознімні кільця випускаються або чавунні литі з прорізом (показано на нижній фотографії зліва) або сталеві збірні з пружинами-розширниками. Іноді на поршень встановлюється пара маслознімних кілець (литих або збірних).
В бензинових двотактних двигунах маслознімні кільця не потрібні. Спеціальна олива, що створена для такого типу двигунів згоряє разом з паливом.
Різновиди конструкції маслознімних кілець:
- маслознімне кільце з двома шкребками та (чи) складені із двох одношкребкових з розширником із сталевої пластини (стрічки)  — Кільце із зменшеною радіальною товщиною, що має радіальний розширник із сталевої стрічки, який упирається у днище канавки поршня. У випадку подвійного шкребкового (складеного із двох одношкребкових) верхнє має на нижньому боці дренажні прорізи;
- маслознімне кільце паралельними фасками на шкребках та крученим розширником — кільце коробчастого типу, має паралельні фаски на двох шкребках, забезпечує кращу зішкрібувальну дію;
- маслознімне кільце із зустрічними фасками на шкребках, з v-подібною зовнішньою канавкою та крученим розширником — кільце коробчастого типу, з фасками на кожному шкребкові забезпечує хороше самоочищення шкребка;
- маслознімне кільце з двома шкребками та крученим розширником — кільце коробчастого типу з двома робочими шкребками, масловідвідними прорізами та крученим розширником;
- маслознімне кільце з одним шкребком та крученим розширником (1-шкребкове)  — кільце, яке забезпечує краще прилягання до стінок циліндра та збільшує тиск на його поверхні за рахунок розширника;
- маслознімне кільце з прорізами та паралельними фасками на шкребках — кільце, фаски на шкребках якого виконані під одним кутом зі скосом у один бік;
- маслознімне кільце з прорізами та зустрічними фасками на шкребках — кільце, у якого зовнішні краї обох шкребків скошені для підвищення тиску на поверхню циліндра та кращого очищення її від нагару;
- маслознімне кільце з двома шкребками та прорізами — кільце, яке має два шкребки прямокутного перерізу, застосовується без покриття;
- маслознімне кільце з одним шкребком та зовнішньою виточкою — кільце із зменшеною висотою робочої поверхні за рахунок конструкції шкребка та виточки у нижній частині зовнішньої поверхні;
- маслознімні кільця, складені із двох сегментів та експандера — сталеві складені кільця, мають два робочих сегменти та пружину (експандер), яка забезпечує тангенціальний (радіальний) тиск на внутрішню поверхню сегмента та осьовий тиск для прилягання їх до площини канавки поршня. Складені сталеві кільця є дещо дешевшими у виробництві, простіші у монтажі, тому зустрічаються частіше за чавунні литі.

## Поломка або знос кілець внаслідок навантажень у циліндрі
Поршневі кільця зазнають зношування, коли вони переміщаються разом з поршнем у циліндрі. Зношування відбувається як наслідок взаємодії з механічними деталями (стінками циліндра і поршневими рівцями), так і внаслідок впливу на них гарячих відпрацьованих газів. Спостерігається також хімічне зношування, так як у пальному (особливо у дизельному) міститься сірка. Для мінімізації ступеня зносу їх виготовляють із зносостійких матеріалів, таких як чавун, і вони мають спеціальне покриття, що підвищує зносостійкість. Зазвичай верхнє кільце і кільце, що регулює подачу змащення, покриваються хромом або оловом чи нітридами, зокрема, з використанням плазмового напилення або мають керамічне покриття, створене вакуумним напиленням (англ. physical vapour deposition, PVD). Для покращення параметрів тертя та збільшення зносостійкості сучасні дизельні двигуни мають верхнє поршневе кільце, покрите модифікованим пористим хромом з використанням технологій, відомих як CKS (англ. chromium with aluminium oxide ceramic) або GDC (англ. chromium with microdiamond), що має включення мікрочастинок алмазів або оксиду алюмінію.
Крім зносу зустрічається також руйнування кільця на декілька частин, залягання (закоксовування) через те, що у канавках поршня накопичився нагар тощо.

## Заміна поршневих кілець
У результаті зносу двигуна циліндр набуває овальної форми та утворюється уступ в основному у верхній частині. Зношуються також, кільця і поршні.
При капітальному ремонті зношений циліндр піддають розточування та/або хонінгуванню, встановлюються нові ремонтні поршні дещо більшого діаметра (на автомобільних двигунах наступний ремонтний розмір, зазвичай, на 0,5 мм більший) і кільця ремонтного розміру.
Поршень повинен мати добре припасовану, але вільну посадку в циліндрі. Змащений моторною оливою поршень повинен під своєю вагою плавно опускатися в циліндрі. Якщо поршень буде мати занадто щільну посадку, то теплове розширення внаслідок нагрівання може призвести до заклинювання поршня в циліндрі. У свою чергу, заклинювання може спричинити серйозні пошкодження двигуна. З іншого боку, якщо зазор між поршнем і стінками циліндра занадто великий, значна частина відпрацьованих газів буде під тиском просочуватися через цей зазор у картер, псувати моторну оливу, підвищувати тиск в картері, сприяючи витоку масла через манжети і прокладки. Це також призводить до зниження сили тиску поршня на колінчастий вал а отже, до зниження потужності. Водночас, поршневі кільця, завдяки наявності розриву, можуть у невеликих межах змінювати свій діаметр, що дозволяє уникнути заклинювання. Цієї невеликої зміни діаметра достатньо, щоб компенсувати температурне розширення чи стиснення. Якщо кільця без поршня вставити в новий або відремонтований циліндр, то зазор у замку повинен скласти близько 0,2…0,4 мм. Якщо зазор є меншим — кільця на торцях підпилюють надфілем, якщо більший — вибирають з більшого ремонтного набору.
При монтажі поршня з кільцями в циліндр, останні слід стиснути. Для цього застосовується спеціальний інструмент типу обтискного хомута.

## Державні стандарти
- ДСТУ 2883-94 Двигуни внутрішнього згоряння. Кільця поршневі. Частина 1. Терміни та визначення. (ISO 6621-1:1986, NEQ)
- ДСТУ 3880-99 Двигуни внутрішнього згоряння. Кільця поршневі. Трапецоїдні однобічні кільця. Конструкція та розміри. (ISO 6624-2:1988, IDT; ГОСТ 30660-99, IDT)
- ДСТУ 3881-99 Двигуни внутрішнього згоряння. Кільця поршневі. Оливознімні кільця з крученим пружинним розширником. Конструкція та розміри. (ISO 6626:1989, IDT; ГОСТ 30659-99, IDT)
- ДСТУ 3882-99 Двигуни внутрішнього згоряння. Кільця поршневі. Трапецоїдні двобічні кільця. Конструкція та розміри. (ISO 6624-1:1989, IDT; ГОСТ 30665-99, IDT)
- ДСТУ 3883-99 Двигуни внутрішнього згоряння. Кільця поршневі. Оливознімні кільця. Конструкція та розміри. (ISO 6625:1986, IDT; ГОСТ 30666-99, IDT)
- ДСТУ 3884-99 Двигуни внутрішнього згоряння. Кільця поршневі. Методи вимірювань. (ISO 6621-2:1984, IDT; ГОСТ 30663-99, IDT)
- ДСТУ ГОСТ 621:2010 Кольца поршневые двигателей внутреннего сгорания. Общие технические условия. (ГОСТ 621-87, IDT)
- ДСТУ ISO 6621-3-98 Двигуни внутрішнього згоряння. Кільця поршневі. Частина 3. Технічні вимоги до матеріалів. (ГОСТ ИСО 6621-3-98, IDT)
- ДСТУ ISO 6623-98 Двигуни внутрішнього згоряння. Кільця поршневі. Кільця поршневі з зовнішньою виточкою. (ГОСТ ИСО 6623-98, IDT)